# Tomaž Velečič
Tomaž Velečič (1987) è un ex sciatore alpino sloveno.

## Biografia
Attivo in gare FIS dal dicembre del 2002, Velečič in Coppa Europa ha esordito il 15 febbraio 2008 a Kranjska Gora in slalom speciale, senza completare la prova, ha ottenuto il miglior piazzamento il 22 gennaio 2010 a Bansko nella medesima specialità (43º) e ha preso per l'ultima volta il via il 7 marzo 2011 a Kranjska Gora, sempre in slalom speciale, senza completare la prova. Si è ritirato durante la stagione 2011-2012 e la sua ultima gara è stata uno slalom speciale FIS disputato il 23 dicembre a Magnitogorsk/Abzakovo, non completato da Velečič; in carriera non ha debuttato in Coppa del Mondo né preso parte a rassegne olimpiche o iridate.

## Palmarès

### Campionati sloveni
- 2 medaglie:
  - 1 oro (supercombinata nel 2011)
  - 1 argento (supercombinata nel 2009)